# Phelocalocera peregrina
Phelocalocera peregrina is een keversoort uit de familie Disteniidae. De wetenschappelijke naam van de soort is voor het eerst geldig gepubliceerd in 1857 door Thomson.